# Soltanivka, Bârzula
Soltanivka (în ucraineană Солтанівка) este un sat în comuna Zelenohirske din raionul Bârzula, regiunea Odesa, Ucraina.

## Demografie
Componența lingvistică a localității Soltanivka
     Ucraineană (95,15%)
     Română (2,88%)
     Rusă (1,97%)
Conform recensământului din 2001, majoritatea populației localității Soltanivka era vorbitoare de ucraineană (95,15%), existând în minoritate și vorbitori de română (2,88%) și rusă (1,97%).